# Охотники на гангстеров
«Охо́тники на га́нгстеров» (англ. Gangster Squad; дословный перевод — «Га́нгстерский взвод») — американский криминальный триллер с элементами боевика режиссёра Рубена Флейшера по сценарию Уилла Билла, основанном на реальных событиях. Премьера фильма первоначально должна была состояться 7 сентября 2012 года, но в связи с массовым убийством в городе Орора Warner Bros. перенесла дату премьеры на 11 января 2013 года. В России премьера состоялась 24 января 2013 года.
Главные роли исполняют Джош Бролин и Райан Гослинг, в образе ключевого антагониста — Шон Пенн. Картина была преимущественно отрицательно принята мировыми кинокритиками, отмечавшими безжизненный сценарий, недоработанных персонажей и запредельную жестокость. В качестве положительных сторон назывались актёрские работы, талантливая стилизация (как в костюмах, так и декорациях) и операторская работа Диона Биби.

## Сюжет
Лос-Анджелес, 1949 год. Уроженец Бруклина, жестокий еврейский мафиози Микки Коэн (Шон Пенн) занял «плодородную нишу» во главе организованной преступности Лос-Анджелеса после смерти Багси Сигела. Он держит город в ежовых рукавицах, собирая «грязные» деньги от торговли наркотиками, оружием и проституции, и, если все пойдет как надо, к западу от Чикаго мышь не пискнет без его ведома, и прежним «хозяевам» города - итальянским семьям - придётся считаться с мнением «грязного жидёнка из семьи эмигрантов». Защищают его не только его же головорезы, но и находящиеся у него «на крючке» полиция и чиновники. Этого хватит, чтобы запугать даже самых смелых, закаленных улицей копов, кроме небольшой тайной группы сотрудников полицейского департамента Лос-Анджелеса во главе с героем войны, сержантом Джоном О’Марой (Джош Бролин), которые объединяются, чтобы попытаться уничтожить преступный мир Коэна.
В составе так называемого «гангстерского взвода», помимо О’Мары, прожжённые бойцы: его близкий друг, миловидный сержант Джерри Вутерс (Райан Гослинг), технический «мозг» команды Конуэлл Килар (Джованни Рибизи), темнокожий эксперт в оружии Коулмэн Харрис (Энтони Маки), адвокат-мексиканец Навидад Рамирес (Майкл Пенья) и пожилой ганслингер Макс Кеннард (Роберт Патрик), прославившийся тем, что за свою жизнь застрелил более сотни бандитов и воплощает собой «дух Старого Запада». Вутерс вступает в романтические отношения с девушкой Коэна, рыжеволосой Грэйс Фарадей (Эмма Стоун), а также имеет личные счёты с гангстером, поскольку во время перестрелки между бандитами Коэна погиб мальчишка, чистильщик обуви, бывший другом полицейского.

Слева направо: офицер Рамирес, офицер Кеннард, сержант О’Мара и офицер Харрис

Первое, что пытается сделать команда — захватить подпольное казино Коэна в Бербанке. Операция заканчивается провалом, О’Мара и Харрис оказываются в руках у сотрудничающих с Коэном коррумпированных полицейских. Оставшаяся часть взвода незамедлительно вызволяет их из заточения. Следующие шаги отряд совершает более продуманно и последовательно, нанося все более серьезные удары в сердце криминальной империи Коэна. Прослушка, установленная в его доме, помогает О’Маре и его людям выяснить местоположение центрального телеграфа, принадлежащего гангстеру, и сжечь его дотла. После этого Коэн, заподозрив, что в его особняке присутствуют «жучки», переворачивает его сверху донизу. Грэйс сбегает от разбушевавшегося преступника.
Взвод попадает в ловушку в китайском квартале, организованную Коэном. В это же время правая рука Коэна, Карл Леннокс (Холт Маккэллени), убивает Килера, занимающегося прослушкой, в штаб-квартире команды. О’Мара обещает отомстить за друга, вывозит пережившую покушение киллеров жену (Мирей Инос) с только что родившимся сыном из города и приступает к заключительной операции по аресту Коэна за организацию убийства адвоката Джека Уэйлена (Салливан Степлтон), который по просьбе Вутерса перепрятывал у себя дома Грэйс.
Взвод пробирается в отель «Парк Плаза», где засел Коэн, и, после того как гангстер отказывается сдаться добровольно, начинает продолжительную перестрелку с его многочисленной охраной. Коэн и Леннокс вырываются из гостиницы, отъезжают от неё, но тут же запрыгнувший на увозивший их автомобиль О’Мара мешает им скрыться. Машина врезается в расположенный неподалёку фонтан. Смертельно раненый Кеннард убивает выбравшегося из автомобиля и пытавшегося застрелить О’Мару Леннокса. Затем вылезший из машины Коэн и оклемавшийся от падения О’Мара сходятся в рукопашной схватке. В результате сержант до полусмерти избивает грозу преступного мира Лос-Анджелеса и бывшего боксёра на глазах прибывших к месту происшествия полицейских и журналистов. Коэна осуждают пожизненно и отправляют на Алькатрас, где его уже ждёт «тёплый приём» со стороны друзей убитого им Уэйлена. Грэйс и Вутерс продолжают свои отношения, а Рамирес, перенявший от погибшего Кеннарда «мантию стрелка», и Харрис становятся партнёрами по службе.
В финальной сцене картины О’Мара бросает свой полицейский жетон в море и присоединяется к отдыхающим на пляже супруге и маленькому сыну, говоря что каким бы порочным Лос-Анджелес ни был, он остаётся Городом ангелов.

## В ролях
| Актёр             | Роль                                        |
| ----------------- | ------------------------------------------- |
| Джош Бролин       | сержант Джон О’Мара                         |
| Райан Гослинг     | сержант Джерри Вутерс                       |
| Шон Пенн          | Микки Коэн                                  |
| Эмма Стоун        | Грэйс Фарадей                               |
| Джованни Рибизи   | офицер Конуэлл Килер                        |
| Энтони Маки       | офицер Коулмэн Харрис                       |
| Майкл Пенья       | офицер Навидад Рамирес                      |
| Роберт Патрик     | офицер Макс Кеннард                         |
| Ник Нолти         | начальник полиции Лос-Анджелеса Билл Паркер |
| Мирей Инос        | Конни О’Мара                                |
| Салливан Степлтон | Джек Уэйлен                                 |

| Актёр             | Роль                                  |
| ----------------- | ------------------------------------- |
| Холт Маккэллени   | Карл Леннокс                          |
| Джош Пенс         | офицер Дэрил Гейтс                    |
| Остин Абрамс      | Пит                                   |
| Джон Полито       | Джек Драгна                           |
| Джеймс Хеберт     | насильник Митч Расин                  |
| Джон Эйлуорд      | судья Картер                          |
| Трой Гарити       | гангстер Коэна Ревок                  |
| Джеймс Карпинелло | телохранитель Коэна Джонни Стомпанато |
| Дон Харви         | офицер полиции Фанстон                |
| Фрэнк Грилло      | Руссо                                 |

## Съёмки
Съёмки проходили с 6 сентября по 15 декабря 2011 года в округе Лос-Анджелес. Для образа сержанта Вутерса Райан Гослинг сменил тональность своего голоса, сделав его похожим на примечательный голос Марлона Брандо, на что обращали внимание обозреватели: «Его персонаж, сержант Джерри Вутерс, соблазняет Грэйс Фарадей в исполнении Эммы Стоун буквально мультяшным фальцетом» (Кевин Салливан, MTV). Брайан Крэнстон рассматривался на роль Макса Кеннарда.

## Отзывы
Фильм получил преимущественно отрицательные отзывы кинокритиков. На Rotten Tomatoes у фильма 31 % положительных рецензий, средний рейтинг — 5 баллов из 10. Критический консенсус вебсайта гласит:
«Несмотря на то, что это стильный фильм и с талантливым актерским составом, «Охотники на  гангстеров» страдает тусклым сценарием, недоразвитыми персонажами и чрезмерным количеством насилия.» . На сайте Metacritic оценка составляет 40 баллов из 100, что означает «смешанные или средние отзывы».

### Соответствие реальности
Несмотря на то, что фильм вдохновлён реальными событиями, значительная часть повествования — выдумка. Например, в фильме показано как Коэн организует убийство Джека Драгна, в то время как в реальности Драгна умер от старости. Билл Паркер изображается как строгий христианин, хотя в действительности таковым не был. Из фильма можно заключить, что Коэн был арестован в 1949 году за убийство и заключен в Алькатрас. На самом же деле, его лишали свободы дважды: в 1951 и 1961 за уклонение от уплаты налогов.